# Cuando puedas
Cuando puedas es un cortometraje español de 2004, dirigido por Kepa Sojo.

## Sinopsis
La historia transcurre en un bar nocturno cualquiera, uno de esos lugares por los que cada noche de fiesta pasan un gran número de clientes y donde se generan muchas conversaciones, en ocasiones incluso con los camareros.
Durante las idas y venidas de hombres, mujeres y niños, un camarero llega a escuchar en numerosas ocasiones la frase "Cuando puedas", a la hora de solicitar sus servicios tras la barra.

## Reparto
- Fele Martínez, como camarero.
- Rulo Pardo, como cliente arreglado.
- Alejandro Garrido, como cliente chuleta.
- Santiago Molero, como cliente de gafas.
- Secun de la Rosa, como repartidor de bebidas.
- Iñaki Moscoso, como mensajero.